# Jason Aaron
Jason Aaron (Jasper, 28 gennaio 1973) è un fumettista statunitense, premiato agli Eisner Award e conosciuto a livello internazionale principalmente per le sue opere per la Marvel Comics.
Tra queste vi è la sua gestione per sette anni della serie di Thor, punto di riferimento per idee sviluppate dai Marvel Studios nella realizzazione dei film cinematografici sul Dio asgardiano. Ha inoltre scritto per Wolverine, X-Men, Doctor Strange, Ghost Rider, Punisher (per l'imprint Max Comics) e Avengers. Nel 2015 ha preso le redini della serie che ha rilanciato il franchise dei fumetti di Star Wars per la Marvel il cui primo albo è diventato uno dei fumetti più venduti nella storia dei comic statunitensi. La sua affermazione è però avvenuta (inizialmente) grazie alla Vertigo (etichetta della DC Comics) per la quale ha realizzato due opere acclamate dalla critica quali The Other Side e Scalped. Principalmente tramite la Image Comics e i Boom!Studios pubblica i suoi fumetti creator owned quali il premiato Southern Bastards, The Goddamned, Sea of Stars, Once upon a time at the end of the world..

## Carriera

### Gli esordi (dal 2001-2006)
Laureatosi all'Università dell'Alabama a Birmingham nel 2000, si è trasferito appena possibile più a nord, abbandonando definitivamente il Sud degli Stati Uniti, un luogo per cui prova un sentimento di odio-amore e che tornerà protagonista dei suoi fumetti (sia come contesto sia come fonte d'ispirazione). Si stabilisce a Kansas City, dove lavora scrivendo recensioni di film per un giornale locale ma il suo desiderio è entrare nel mondo dei fumetti e fortunatamente viene in contatto con esperti e professionisti del settore quali B.Clay Moore, Tony Moore e Matt Fraction. Grazie a loro viene a conoscenza di diverse opportunità tramite le quali si potrebbe aprire la possibilità di lavorare nel settore.

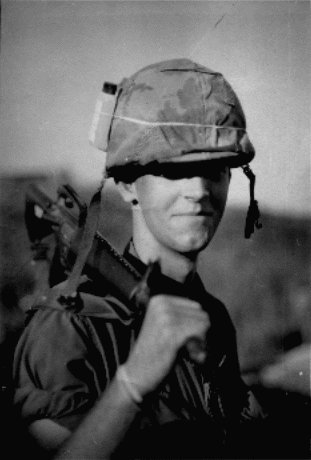
Gustav Hasford, ex marine e scrittore, cugino di Jason Aaron, il quale si ispira a Gustav sia come metodo di scrittura sia sul suo romanzo Nato per uccidere. Da questo libro semi-biografico Aaron prende spunto per realizzare la sua prima opera a fumetti, ovvero The Other Side, storia di genere war-comic pubblicata da Vertigo. La foto risale al periodo di Hasford durante la guerra del Vietnam.

L'ispirazione per diventare uno scrittore (non necessariamente di comic) è presente in Jason fin da piccolo quando scriveva per il giornalino scolastico della scuola. Arriva anche a vincere un premio in terza media per un racconto su un poliziotto che riesce a incarcerare dei neo-schiavisti. Afferma che la scrittura è sempre stata l'unica vera forza che lo tiene in vita. Si porta sempre dietro un taccuino dove poter scrivere qualsiasi cosa provi, o un'idea, una battuta sentita per caso o una domanda senza risposta. Questa è la prima fase dalla quale prendono origine le sue storie ed è un metodo che ha preso dal cugino Gustav Hasford, la sua principale fonte di ispirazione per diventare scrittore. Di oltre venticinque anni più vecchio di Jason, Gustav è un marine che ha partecipato alla guerra del Vietnam. Durante gli anni passati a combattere ha scritto in continuazione pezzi di cronaca e racconti biografici che sono poi stati la base per il romanzo semi-biografico Nato Per uccidere. L'opera affascina anche il regista Stanley Kubrick che vuole collaborare con Gustav Hasford per la realizzazione del film Full Metal Jacket. La spinta definitiva nel divenire autore di fumetti avviene quando ha l'occasione di intervistare Ande Parks e Philip Hester per la rivista a cui a collabora a Kansas City, all'epoca autori di Green Arrow. Da questi ottieni diversi consigli e un fondamentale incoraggiamento a intraprendere la carriera dei suoi sogni. Nel 2001 inizia la sua carriera fumettistica vincendo un concorso per nuovi talenti indetto dalla Marvel Comics scrivendo una storia breve su Wolverine di 8 pagine, poi pubblicata sul numero #175 dell'omonima serie. Avendo saputo all'ultimo del bando (di cui di solito gli aspiranti scrittori sono restii a parlare all'eventuale concorrenza), Jason scrive la storia il giorno prima della scadenza e afferma :«Mai scritto una sceneggiatura prima di allora, mai fatto proposte. Ma leggevo fumetti da vent'anni e sognavo di essere fumettista». Inizialmente crede di aver superato il battesimo di fuoco e di poter essere preso in considerazione dalla Marvel o quanto meno da case editrici indipendenti. Nonostante l'intraprendenza e la valorizzazione data ai giovani autori dai nuovi direttori creativi Marvel quali Joe Quesada e Jimmy Palniotti (artefici del "Rinascimento Marvel" dal 1998) Jason non trova come fumettista per anni. In questo periodo si dedica però a un'ambiziosa graphic novel che trova ispirazione nell'opera letteraria Nato per uccidere, scritta dal cugino sul dramma politico-militare della Guerra del Vietnam. Il potenziale di questo tipo di "war comic" (o fumetto di guerra) viene individuato dai lungimiranti editore della Vetigo, nati e gestiti sotto la guida di Karen Berger. Uno di loro Will Dennis ne propone la pubblicazione con il titolo The Other Side e ottiene il via libera, i disegni vengono affidati Cameron Stewart. Aaron sottolinea però che all'inizio anche Dennis era scettico sull'opera e viene inizialmente cestinata per tre volte ma l'autore non vuole arrendersi dopo anni passati a incassare rifiuti da parte degli editore. Decide quindi di inviare al responsabile Vertigo la sceneggiatura del primo capitolo sottolineando il valore storico e sociale, riesce quindi a ottenerne la distribuzione. Viene pubblicata dalla DC per l'etichetta Vertigo nel 2006 con la quale firma un contratto che gli permetterebbe la pubblicazione di un'altra opera in caso di riscontri positivi. L'esordio di Jason è vincente e gli fa ottenere una vittoria agli Eisner Award del 2007 come "Best Limited-Series" (o miglior miniserie). Nonostante la prestigiosa vittoria Aaron non riesce a ottenere fiducia e consenso da parte degli editor il quale rifiutano ripetutamente la sua nuova opera, ovvero una serie regolare da lui creata dal titolo Scalped. L'autore ha ormai capito quanto sia difficile farsi spazio nel competitivo campo dello scrittore di comic e graphic novel, quindi non desiste e invia al management della Vertigo un memorandum in cui elenca 19 validi motivi per cui vale la pena pubblicare di Scalped. Anche in questo caso l'insistenza e determinazione di Jason lo portano a ottenere un tentativo di pubblicazione di quest'opera seriale a fumetti anche se vi è scetticismo sull'eventuale durata della serie. La storia ha un discreto successo (contro ogni pronostico) e arriva a durare 60 numeri, e nel corso degli anni di pubblicazione Jason viene finalmente notato da importanti editor e direttori creativi. Tra l'altro Scalped tratta di un argomento peculiare e spesso bistrattato dai fumetti quali le condizioni delle Riserve Indiane nell'attuale periodo post coloniale, alle prese con crimine, perdita d'identità e difficoltà economiche. Il debutto della serie coincide con l'arrivo del primo figlio, ingigantendo i problemi finanziari dell'autore che in quell'anno guadagna settemila dollari, non sufficienti a mantenere la sua famiglia se non fosse per il supporto garantitogli dal lavoro fisso della moglie. La DC Comics non pare intenzionata ad aiutarlo magari offrendogli più possibilità lavorative all'interno del vasto parco personaggi dell'Universo DC e non deve quindi stupire la svolta inattesa della sua carriera. Mentre la DC sembra volerlo part-time o in panchina la Marvel dimostra di capirne maggiormente il potenziale (dopo averlo scaricato anni prima) ed è all'interno della Casa delle Idee dove Aaron arriverà a essere un top-writer del settore e a ottenere sicurezza economica.

### Affermazione e successo con Marvel Comics (2007-2015)

Copertina della raccolta "Thor Dio del Tuono volume 1 - Il macellatore di Dei". Disegno di Esad Ribic. Il volume che raccoglie il primo arco narrativo di Jason Aaron ai testi di Thor. Edizione italiana © 2019 Panini SpA.

Il merito di offrirgli un contratto alla Marvel Comics è dell'editor-in-chief della Marvel Axel Alonso, il quale gli commissione diverse serie quali: Ghost Rider, Wolverine, Punisher per l'etichetta MAX Comics, l'Incredibile Hulk, X-Men, fumetti che aprono definitivamente la strada di Aaron verso i top-writer della casa editrice. Ma il super eroe, che più di altri condiziona questa prima fase della sua carriera è il mutante Wolverine, il personaggio sul quale aveva elaborato la sua prima sceneggiatura per una storia a fumetti, ovvero la short-story con cui aveva partecipato al concorso indetto dalla Marvel diversi anni prima. Alonso, nel 2009, gli affida il lancio della sua prima serie regolare (dall'albo d'esordio) incentrandola sul mutante con lo scheletro d'adamantio e si tratta di Wolverine Weapon X, il titolo riprende inoltre la celebre storia Weapon X dell'autore/artista Barry Windsor-Smith, uno dei landmark della storia del personaggio e del fumetto anni novanta. Ad Aaron viene anche data una notevole fiducia in quanto gli si permette di rimanere scollegato dalla continuity delle altre serie mutanti per avere quindi la possibilità di raccontare storie su Wolverine che godono di una certa autonomia narrativa e creativa. La serie riscontra i favori della Marvel che, chiude la serie con il n.16 l'opportunità di lanciare una nuova serie regolare sul personaggio (la terza e/o Vol.3 dedicata al personaggio). L'autore sfrutta l'opportunità per inserire il mutante canadese in nuovi contesti e di fatti il primo story-arc in 5 parti intitolato Wolverine goes to Hell (ovvero Wolverine va all'Inferno) portante Wolverine direttamente agli inferi. Durante il suo run sul personaggio la Marvel decide di tornare alla numerazione originale (per aggregazione degli albi delle serie regolari) e quindi il n.21 esce come Wolverine (Vol.1) n.300, albo celebrativo che Jason ha modo di scrivere come parte dell'arco narrativo Back in Japan (in 4 parti) e il cui capitolo iniziale è pubblicato su Wolverine (Vol.3) n.20 Il buon riscontro ottenuto con questi personaggi lo porta a essere uno degli autori di punta in occasione del rilancio della casa delle idee e viene inserito in quel roster di autori definiti Marvel Architecs. Sono quei giovani autori che, selezionati da Joe Quesada, Axel Alonso e Alan Fine hanno il compito di traghettare l'universo Marvel nel secondo decennio degli anni duemila. Aaron ha così un'altra grande opportunità quando gli viene affidata una serie regolare sui mutanti che, con riguardo al personaggio con il quale è stato più legato (al 2011), prende il titolo Wolverine & The X-Men. Il prologo al progetto è la miniserie Schism con la quale l'autore modifica lo status quo degli X-Men. In questa storia si arriva a uno scontro, ormai latente da tempo, tra Ciclope e Wolverine al quale si aggiunge la decisione di Charles Xavier di prendersi una pausa da maestro della Scuola per Giovani mutanti. Wolverine decide quindi, in quanto più esperto e anziano del gruppo, di prendere il ruolo del suo stesso mentore e rinomina la scuola Grey School for Higher Learning. Ne nasce una serie che gode di una certa longevità (rispetto ad altre del periodo) e (nel 2011) esordisce Wolverine & The X-Men di cui Aaron ha la possibilità di gestirne le sceneggiature di tutti i 42 albi della serie regolare, a cui si aggiunge un annual e il numero speciale Wolverine and The X-Men n. 27 AU (per un totale di una run di 44 albi). Wolverine è il personaggio a cui viene dedicata più attenzione ma che allo stesso tempo viene maggiormente stravolto a livello caratteriale, qui passa dall'essere un tipo schivo e solitario a quello di tutore amorevole di giovani mutanti. Le stesse storie sono tra le più fiabesche e bizzarre realizzate da Aaron (finora) con un Wolverine che finisce su un pianeta casinò per finanziare la scuola o i suoi rampolli che finiscono in una misteriosa giungla, vi è persino un circo che riesce a fargli il lavaggio del cervello. Chiaramente Aaron cerca di fondere umorismo, dramma, soap opera, amore e azione. L'esperimento (anomalo per la sua poetica) gli riesce in maniera convincente con la storia La Saga Infernale (nn.31-35) dove vi è lo scontro con il Club Infernale di Kilgore. L'approccio al ruolo di Wolverine e le storie spesso scanzonate e a sviluppo verticale fanno scemare i lettori che calano con il procedere dell'opera. Nonostante questo la serie ottiene un discreto successo e diviene il viatico per arrivare al super eroe che più di ogni altro caratterizza i suoi primi vent'anni di carriera. Tramite il progetto denominato Marvel NOW! gli viene affidata la serie Thor: God of Thunder, disegnata da Esad Ribić. Il Dio del Tuono diventa il cardine della produzione a fumetti dell'autore per oltre sette anni segnandone in maniera indelebile l'attività creativa. Inizialmente avrebbe dovuto scrivere per un serie di un altro personaggio e lo stesso Aaron è scettico pur ammirando i fumetti realizzati sul Dio del Tuono da parte di Stan Lee, Jack Kirby, Walter Siminson e Matt Fraction. Inoltre è ateo e teme di avere difficoltà nell'affrontare le gesta di un Dio. Nonostante questo accetta e questo lo porta a realizzare un'opera che considera la più importante per la sua maturazione non solo come scrittore ma come uomo. Arriva a dichiarare che per lui Thor diviene un personaggio reale con cui confrontarsi e crescere. Dichiara :«Thor mi ha cambiato la vita...Personalmente non credo in Dio, in nessun Dio da tanto tempo...Tuttavia ho idee e valori che sono per me preziosi e fondamentali, di natura quasi religiosa. Anche da ateo, ho delle cose che venero. E Thor mi ha dato la possibilità di parlarne.» Grazie alle capacità dimostrate e al consenso di lettori e critica si apre l'opportunità per creare la miniserie evento Original Sin, disegnata da Mike Deodato, e l'epocale rilancio della serie a fumetti di Star Wars, disegnata da John Cassaday. L'importanza del suo lavoro suThor è però fondamentale in quanto il figlio di Odino è divenuto un personaggio cross-mediale, centrale all'interno del franchise cinematografico degli Avengers a sua volta inserito nel Marvel Cinematic Universe che ha preso vita nel 2008 con il primo film su Iron Man. La Marvel aveva però bisogno di rinnovare l'iconico personaggio (nella versione del duo Lee-Kirby) per poterlo proporre sia ai nuovi e sia veterani lettori dei suoi fumetti, creando al contempo una nuova saga (e rivisitazione dei miti nordici) che possa essere poi raccolta in volumi di genere fantasy-supereroico vendibili e di successo anche nel circuito librario, oltre quello principale delle fumetterie. A Jason viene data una certa libertà creativa (considerato il contesto del Marvel Universe), garantendogli una prospettiva pluriennale nell'arco della quale sviluppare una saga coerente e di ampio respiro. Ovviamente anche gli artisti e collaboratori di Aaron provengono dal roster migliore della Marvel, e Aaron sottolinea l'importanza di 4 artisti nel creare una forza visiva fondamentale per la struttura della saga, questi son: il croato Esad Ribic, Mike del Mundo, e Russell Dauterman che insieme al colorista Matthew Wilson che hanno saputo appropriarsi del personaggio donandogli cuore e anima. Aaron si dimostra all'altezza delle aspettative (e delle vendite) che si aspettano gli editor Marvel e questo gli permette di mantenere una coesione interna alla storia anche all'interno di universe-wide crossover quali Secret Wars e altri eventi che nel corso di quegli anni hanno attraversato l'Universo Marvel. Anche gli stessi rilanci voluti dalla Marvel con la serie di Thor, che riprende diverse volte la numerazione dal numero uno, sono stati sfruttati dall'autore per segnalare un nuovo capitolo all'interno del suo affresco narrativo sul Dio del Tuono. Vi è quindi una funzionalità narrativa (e non solo commerciale) nei nuovi titoli quali Unworthy Thor, Mighty Thor, e la run di Thor con protagonista una versione femminile del personaggio. A questi si aggiunge War of Realms che scansiona il pantheon mitologico del dio norreno a cui segue il capitolo finale dell'intera saga che viene lanciato con la serie King Thor. L'epica di Aaron forgiata sul personaggio è una delle più longeve della sua storia fumettistica e si dipana fino alla fine del secondo decennio degli anni duemila, apprezzata da lettori e dalla critica che lo definisce un Maestro della moderna saga super eroistica. L'apprezzamento dell'operato di Jason porta i vertici della Marvel ad affidargli il rilancio della serie a fumetti di Guerre Stellari dopo essere tornata in possesso dei diritti del celebre franchise di George Lucas in seguito all'acquisizione della 20th Century Fox da parte della Walt Disney Company (corporation proprietaria anche della Marvel Comics). In passato la Marvel aveva già pubblicato fumetti legati alla saga di Lucas sia sotto forma di comic book che di comic strip (strisce a fumetti per quotidiani). Tra l'altro l'acquisizione dei diritti a fine anni settanta con una serie lanciata nello stesso anno del primo film cinematografico è stato uno dei maggiori successi della gestione Jim Shooter. Le vendite dei fumetti di Luke e i suoi compagni furono tra i prodotti che salvarono l'editore in un periodo di collasso del mercato fumettistico, nel 1978 la rivale DC andò incontro alla DC Implotion, uno dei periodi più difficili per quella casa editrice e il mercato fumettistico. La Marvel abbandona però i diritti per il franchise (considerato esaurito) nel 1986. Dagli inizi degli anni novanta i fumetti di Star Wars vengono ripescati e gestiti con successo e apprezzamento da parte dei lettori dalla Dark Horse Comics, una delle scelte più vincenti del presidente Mike Richardson.

Copertina del volume "Star Wars di Jason Aaron - Collana Star Wars Omnibus". Riprende la cover originale di "Star Wars (seconda serie)" n.1, disegno di John Cassady. L'albo vende oltre un milione di copie stabilendo un record per quanto riguarda i primi due decenni degli anni duemila e si colloca tra i più venduti della Marvel Comics dai primi anni novanta. I testi sono di Jason Aaron, stabilendo un landmark per la carriera dell'autore che ora è tra i top-seller della storia dei comic book statunitensi. Edizione italiana © 2019 Panini SpA.

Con il ritorno alla Marvel (nel 2015) le aspettative poste sulla nuova serie sono molte e Aaron si ritrova a dover inserire le sue storie all'interno del nuovo canone della saga che non tiene più conto di quanto pubblicato come Universo Espanso dalla Dark Horse. L'autore deve però le caratteristiche peculiari che la saga aveva sviluppato nei film cinematografici da Star Wars: Episodio I a Episodio VI, con la prospettiva degli sviluppi previsti per la terza trilogia cinematografica (Episodio VI-IX). Il periodo temporale in cui sono ambientate quelle della nuova serie in comic book si collocano dopo il primo film cinematografico di George Lucas (Star Wars Episodio IV - Una Nuova Speranza). Le pressioni editoriali e del fandom che deve gestire Aaron nella nuova gestione sono quindi alte ma i risultati vanno oltre ogni aspettativa, replicando in parte lo stesso fenomeno editoriale degli anni settanta. La nuova serie regolare Marvel (o Vol.2/Seconda serie) riparte dal n.1 e viene distribuita agli inizi del 2015. L'albo diviene il più venduto all'interno del Mercato Diretto negli vent'anni e il più grande successo Marvel (fino ad allora) degli anni post-2000. Il fumetto vende oltre nove volte il suo diretto concorrente ovvero Batman n.38, al secondo posto della classifica di vendite di quel mese, e totalizza oltre un milione di copie vendute. Star Wars n.1 incassa una cifra che da sola copre l'11% dell'intero mercato fumettistico del mese di distribuzione. Jason Aaron diviene definitivamente un autore top-seller della storia recente dei comic book statunitensi e un autore tra i più apprezzati e considerati del settore. Rimane sulla serie di Guerre Stellari per un run di 37 numeri e conscio del fatto che gli episodi salienti di quel periodo sono ormai noti agli appassionati cerca di sviluppare delle storie più intimistiche puntando su una lettura religiosa delle vicende narrate andando quindi ad alimentare l'aura mitologica. Si tratta di un tema a lui caro, già evidenziato nelleasua gestione di Thor e presente anche nella sua primissima storia a fumetti dove Wolverine incontra una donna fortemente credente e timorata di Dio. Nonostante il professato ateismo dell'autore (da quando ha vent'anni) è comunque affascinato dal rapporto tra l'essere umano e la (presunta) presenza del Divino o di quell'aspetto metafisico dell'esistenza che trascende la realtà sensoriale. In questo contesto i Jedi sono l'espressione fisica di un'energia quale la Forza, realtà insondabile ma fondante dell'Universo e questo viene evidenziato nella sua gestione dei personaggi. Tale tematica è particolarmente evidente nella figura di Obi-Wan Kenobi, descritto come una sorta di via di mezzo tra Giovanni Battista e San Giuseppe, proteso ad errare nel deserto per proteggere l'arrivo di una figura messianica quale si presume essere Luke Skywalker. Seguendo questa impostazione Aaron crea una serie di archi narrativi che cercano di dare maggiore spessore alla mitologia della saga mantenendo però compatta la nuova continuity (post-2015) dettata dai nuovi film e altri progetti cross-mediali. Il successo della serie è anche dovuto al contributo a livello visivo dai grandi artisti che collaborano al progetto, di cui John Cassady (autore del primo story-arc) e Stuart Immonenen ne sono l'esempio più significativo. Riescono infatti a mantenere intatta le loro caratteristiche stilistiche pur rispettando e valorizzando le peculiarità dei paesaggi, atmosfere e character design dei personaggi della prima trilogia di George Lucas. 

Copertina della raccolta "Southern Bastards volume 1 - Questo era un uomo". Disegno di Jason Latour. Il volume raccoglie il primo arco narrativo (#1/5) della serie regolare che è valsa a Jason Aaron due Eisner Award. Edizione italiana © 2017 Panini S.p.A.

### Seconda fase Marvel Comics e le opere Image (2014-2022)
Nonostante i successi ottenuti con una major dei fumetti quale la Marvel Comics, Aaron desidera tornare a creare opere originali e creator-owned e quindi all'interno del fumetto indipendente. Questo tipo di produzione gli permette di esprimere al meglio la sua poetica fumettistica all'interno di una libertà creativa che case editrici quali le Big-Two (Marvel e DC) non possono garantire per i loro personaggi e franchise. Difatti nel 2014 crea la serie a fumetti Southern Bastards con il disegnatore Jason Latour per la Image Comics, grazie alla quale vince due Premi Eisner nelle categorie miglior scrittore e miglior serie. Dal punto di vista creativo e autoriale rappresenta un peak creativo dell'intera carriera dell'autore. L'Image gli permette di creare un'opera dissacrante e violenta dove Aaron torna a narrare vicende radicate nella sua stessa esperienza di vita e in quel bacino socio-culturale quale è il Sud degli Stati Uniti, un luogo geografico e dell'immaginazione che mantiene il fascino della frontiera ma che allo stesso tempo è fortemente dominato da un isolazionismo culturale rispetto ai grandi centri politici-finanziari che si trovano nella costa ovest ed est del Paese. Lo steso autore è orgoglioso delle sue origini (nato in Alabama) ma allo stesso non tornerebbe più a vivere in quei luoghi che sembrano quasi spaventarlo. Lo definisce come: «...il luogo più pacifico in cui è mai vissuto. Ma anche il più primitivo. Il più senza tempo. Ma anche il più tormentato. Il più spirituale. Il più carico d'odio. Il più bello. Il più coperto di cicatrici.» Insieme a un altro southern (o uomo del Sud) quale l'artista Jason Latour riesce a forgiare una storia alienante e riconoscibile allo stesso tempo, un contesto narrativo che ruota intorno alla Bandiera Confederata, i barbecue, il timore di Dio, una dieta a base di grassi saturi, la povertà culturale dei Redneck, il razzismo mai spento, la sacralità del football americano come status sociale e realizzazione personale, e la prepotenza come moneta di scambio. Questa è la storia con Earl Tubb, un uomo che ha coraggio di tornare in quelle terre in cui è nato e vissuto non accettando più le regole non scritte di un luogo che sembra imprigionato dal tempo. Tali elementi vengono mescoli abilmente attraverso il genere noir, la revenge-story, la necessità di redenzione e la difficoltà nell'essere un uomo moderno in una zona che esalta ancora i valori della Frontiera. L'opera gli vale il prestigioso Eisner come miglior scrittore dimostrando come Aaron non sia solo uno scrittore top-seller per personaggi super eroistici e/o di fantascienza ma sia scrittore autoriale, capace di affrescare panorami narrativi ispirati al mondo reale (come già visto tra l'altro in Scalped per la Vertigo). Durante la pubblicazione di Southern Bastards, si dedica a un'altra opera ambientata nel Sud degli States (proprio nella natia Alabama), dal titolo Men of Wrath incentrata su una famiglia di assassini quale i Raths, disegnata Ron Garney. Pare che, a grandi linee, la fonte di ispirazione siano storie che abbiano fatto da contorno al suo ambiente familiare nel corso di varie generazioni. Lo stesso autore cita un episodio che gli rimase particolarmente impresso da ragazzo quando gli viene raccontato che «suo nonno pugnalò un uomo per una questione di pecore». Uno dei numerosi episodi che contribuiscono ad alimentare la sua visione distonica del Sud, una terra piena di contrasti dove feste di paese, amicizia e luoghi bucolici si contrappongono ai peggiori istinti dell'essere umano (dal razzismo alla violenza come risoluzione di conflitti personali). Men of Wrath ci porta in contesto dove vendetta e sangue si autoalimentano e la cornice sudista ne sembra inquadrare perfettamente l'immagine cruenta che ne scaturisce. Lo stesso Aaron arriva ad affermare che «è il suo lavoro più cattivo e sgradevole». La miniserie viene distribuita dalla Marvel per l'imprint Icon Comics, etichetta creata appositamente per distribuire opere originali i cui diritti rimangono agli autori e difatti il logo Marvel non appare in copertina. Dal 2017 l'imprint non è però più attivo e questo spinge Jason a scegliere la Image come canale di distribuzione delle sue opere creator-owned. Da quello stesso anno fino al 2017, insieme al disegnatore Chris Bachalo, scrive la testata del Dottor Strange, lanciata durante l'All New All Different Marvel. Sempre nel 2017 debutta per la Image Comics la serie The Goddamned scritta dallo stesso Aaron e disegnata da R. M. Guéra e Giulia Brusco con protagonista il personaggio biblico di Caino. Nel 2018, con il rilancio Marvel Fresh Start, diviene lo scrittore della testata The Avengers in coppia con il disegnatore Ed McGuinness. L'autore mantiene le redini della testata principale Avengers per 5 anni, l'ultimo albo da lui realizzato chiude una saga di grande respiro e si tratta dello one-shot Avengers Assemble Omega n.1 distribuito nell'aprile del 2023. Il suo ciclo di storie sui Vendicatori non suscita lo stesso clamore da parte della critica e dei lettori ma indubbiamente Aaron riesce a costruire saghe ambiziose e a generare diversi spin-off tra i quali Avengers Forever (da lui stesso scritta), Avengers: War Across Time, Avengers Beyond, Heroes Reborn. Quest'ultima risulta particolarmente significativa e riprende il titolo di una saga controversa ma di successo degli anni novanta. In questo caso si trtta di una storia in stile What if quindi non collegata (direttamente) alla continuty delle altre serie degli Avengers nel quale l'autore concepisce un mondo Marvel senza Avengers e dove "gli eroi più potenti della Terra" sono lo Squadrone Supremo creato da Mark Gruenwald sul modello della Justice League della DC. Da notare che la storia non è completamente non canonica all'uiverso Marvel in quanto Blade sembra ricordare il periodo in cui vi erano gli Avengers che infatti torneranno a formare un super team. Durante il suo lustro come scrittore, l'interesse per questi personaggi rimane vivo e foraggia diverse iniziative editoriali. Contemporaneamente al rilancio del super team principale Marvel, viene annunciato come scrittore della testata che segna il ritorno di Conan il barbaro nell'Universo Marvel, con i disegni di Mahmud Asrar. Nel luglio del 2019 viene lanciata, per la Image Comics, la serie sci-fi Sea of Stars, scritta da Aaron insieme allo sceneggiatore Dennis Hallum e disegnata Stephen Green.
Nel secondo decennio degli anni duemila la Marvel sente nuovamente la necessità di rilanciare il personaggio di The Punisher arrivando a cambiarne l'iconico simbolo a teschio sulla pettorina e a ridefinirne le origini (tramite il processo denominato retcon) per le nuove generazioni. Negli ultimi anni vi sono state molte polemiche a livello mediatico in quanto il simbolo del Punitore è stato utilizzato dalle forze di polizie e persino in qualche film, usato come simbolo per veicolare un senso arcaico di giustizia radicato nel passato del Sogno Americano. Lo stesso Gerry Conway, creatore del personaggio negli anni settanta si è detto preoccupato di come sia stata travisata l'interpretazione data al suo anti-eroe, simbolo di un vigilantismo illegale e psicotico. L'Editor in Chief della Marvel C.B.Cebulski ha quindi deciso di riproporre il personaggio con un nuovo simbolo (un teschio più demoniaco e più fumettistico) e dandone una versione che non ne possa creare un modello positivo. Per plasmare la nuova versione di The Punisher viene scelto Jason Aaron che in passato aveva preso le redini dei fumetti di Frank Castle nella sua versione più estrema e adulta, quella pubblicata per l'imprint MAX Comics, riuscendo con successo a portare avanti le versioni del personaggio così come era stata reimposta da Garth Ennis a partire dal 1998 sotto l'imprint Marvel Knights. Aaron è già da alcuni anni che propone alla Marvel un rilancio del Punitore e adesso ha il via libera per proporre la sua storia sotto forma di miniserie in formato prestige di 13 albi pubblicata nel 2022. Il fumetto si muove su più linee temporali permettendo al lettore di vederne l'evoluzione psicologica attraverso l'adolescenza (problematica), il periodo (traumatico) trascorso in guerra e la sua definitiva trasformazione in Re degli Assassini al servizio del clan criminale noto come La Mano. Si assiste quindi a una trasformazione del personaggio da vigilante urbano a killer professionista. Non mancano polemiche tra i lettori Marvel e soprattutto i maggiori fan del personaggio ma lo stesso Aaron afferma che lui nutre un profondo fascino e rispetto per questo personaggio e, seppur con qualche cambiamento formale e di contesto, ne mantiene le fondamenta narrative, dichiara:«La sua storia è sempre stata una tragedia contorta e oscura, basata su un uomo logorato dalla guerra, nel bene e nel male, non importa quale tipo di casacca indossi. Ed è esattamente il tipo di storia che stiamo raccontando qui».
Nell'agosto del 2022 la casa editrice indipendente Boom! Studios ha annunciato una nuova serie creator-owned di Aaron dal titolo Once upon a time at the end of the world, il quale racconta una storia d'amore di due ragazzi che cercano di salvarsi da una catastrofe. Ufficialmente l'autore dichiara: «...è la storia di 2 ragazzini smarriti che si ritrovano alla fine dei giorni (della Terra). Come se Wes Anderson avesse diretto Road Warrior (il film con protagonista Mad Max). Ma questo è solo l'inizio del loro viaggio di sopravvivenza e dell'ultima grande storia d'amore del mondo». In combinazione con l'editore è arrivato a dichiarare che è la sua storia più ambiziosa realizzata finora. Contemporaneamente Aaron si dice pronto a lasciare le redini della storica serie Marvel Avengers che dopo 4 anni (dal 2018) termina a partire dal novembre 2022 con un'ultima grande saga. Questo ciclo di storie non genera lo stesso clamore di critica e pubblico rispetto a quello su Thor che comunque l'autore ha voluto concludere con un'ultima miniserie dal titolo King Thor, durato 7 anni e iniziato nel 2012. Vanno comunque citate le saghe sui Vendicatori quali: L'ultima schiera, Starbrand rinato, L'era di Konshou e Ecco Fenice. Dal 2017 Jason si sta comunque dirigendo maggiormente verso il fumetto indipendente al quale sembra proiettarsi nel futuro. Questo in seguito alle sue dichiarazioni sul suo ultimo fumetto per Boom!Studios e il fatto (non trascurabile) dell'Eisner Award vinto come miglior serie da Southern Bastards pubblicato dalla Image. D'altra parte sono strade già percorse da altri autori recenti (post 2000) nati in seno alla Marvel quali Rick Remender e Mark Millar (con l'imprint Millarworld, ora acquisito da Netflix). Se poi si torna al decennio degli anni novanta basti citare i 7 autori/artisti fondatrici della storica Image Comics (dal 1992) ora terzo polo fumettistico del mercato. In un'intervista rilasciata al Lucca Comics del 2017 Jason ha più volte ribadito che lui è uno scrittore egoista nel senso che scrive solo storie che gli piacerebbe leggere, non scrive seguendo delle mode o per compiacere più lettori possibili. Il suo assioma come scrittore è che per essere ottimi scrittori bisogna essere buoni lettori e nel suo caso l'unico buon lettore che conosce è lui stesso. Di conseguenza devi scrivere quello che ti piace e sperare che possa di conseguenza piacere anche ad altri lettori e alla critica, ma per lui non è una questione fondamentale. Per questo è grato di aver ottenuto successo e poter vivere con questo lavoro. Non sottovaluta l'importanza di aver lavorato con personaggi popolari come quelli per la Marvel Comics quali Thor, Avengers, Punisher e molti altri ma in ogni caso ha realizzato sempre storie che toccassero tematiche a lui care e vicine alla sua sensibilità. Ora però c'è il rammarico di non aver dato abbastanza spazio alla sua creatività per quanto riguarda il contesto e i personaggi, e di aver spaziato ancora pochi generi. Adesso, ottenuto uno status da top-writer ritiene di essere in una posizione privilegiata che gli permette di spaziare maggiormente nelle tematiche e nei personaggi su cui ci cimenterà, riconoscendo però che si trova ancora in una posizione da scrittore novellino soprattutto se paragonata a quello che lui considera un genio dei fumetti quale Jack Kirby. Per potersi migliorare deve ora affrontare nuove sfide creative e produrre storie su personaggi anche molto diversi tra di loro. Uno dei motivi per cui lavora ancora con Marvel è che gli ha permesso di scrivere storie su Conan il barbaro e Star Wars ma il suo desiderio è anche quello di scrivere fumetti sui Kaiju quali Godzilla o personaggi della Walt Disney quali Zio Paperone. Per quanto riguarda i generi gli piacerebbe scrivere storie per ragazzi o che comunque rientrano in quella categoria che viene ora definita Young Adult. Genere che ha già affrontato con la serie Sea of Stars tra il 2019 e il 2021, e che potrebbe sembrare inconsueto per un autore che si è aperto la strada come scrittore attraverso opere violente, realistiche, adulte e grim and gritty quali The Other Side (vincitrice dell'Emmy), Southern Bastards(vincitrice dell'Emmy),
Punisher (della Max Comics), ovvero la serie più matura e drammatica pubblicato sull'iconico punitore del crimine, Scalped,serie pubblica dalla linea adulta della DC Vertigo, etichetta curata (tra il 1993 e il 2013) e co-creata dalla storica editor Karen Berger.

### Periodo da freelancer (dal 2023)
Nel 2022 scade il suo contratto in esclusiva per la Marvel Comics, che comunque gli permetteva qualche collaborazione con la Image per pubblicare le sue opere creator-owned. Ora però, raggiunto la fama e il successo come top-writer vuole avere totale libertà e controllo creativo con anche la possibilità di lavorare per l'altra major dei comic ovvero la DC. Negli ultimi 15 anni per la Marvel è stato uno degli autori più impegnati e significativi realizzando lunghi cicli di storie per Wolverine, Thor, Punisher (ancora in corso) e Avengers. Particolarmente acclamato da critica e lettori per la sua lunga saga su Thor. Ora però vuole dedicarsi allo sviluppo di qualsiasi idea e concetto collaborando con chiunque decida di farlo. Decide di lavorare ad una storia su Batman dal titolo Batman: Offworld dove vuole portare l'uomo pipistrello dal suo abituale contesto narrativo e portarlo ad agire nello spazio. Si tratta della seconda storia da lui realizzata nel mondo del Cavaliere Oscuro dopo Joker's ASylum: Pinguin del 2008. Bisogna sottolineare che la DC gli permise di realizzare l'opera SCalped per la linea Vertigo, un caposaldo della sua carriera che gli ha permesso di evidenziare il suo talento come scrittore e ideatore. In ogni caso il suo scopo non è da escludere quello di tornare a lavorare per la Big-Two (marvel e dc) ma di realizzare opere creator-owned con qualsiasi tipo di indie-publisher disposto a pubblicizzarle adeguatamente e distribuirle adeguatamente nel "Direct Market" delle fumetterie e librerie, senza nessun tipo di condizionamento editoriale. Le prime opere alle quali si dedica sono però fumetti indipendenti creator-owned. Tra il 2022 e il 2023 realizza per Boom!Studios la serie Once upon a Time at the end of the World mentre per il 2024 ha già programmato due importanti progetti per Image, si attendono inoltre altri annunci. La prima opera è di chiaro genere post apocalittico che vede come protagonisti Maceo e Mezzy vivere la loro storia d'amore sullo sfondo di una catastrofe ambientale. La Boom!Studios pubblicizza la mimiserie con grande enfasi definendola il fumetto più ambizioso da Jason Aaron definindole l'ultima grande storia d'amore vissuta sulla Terra con atmosfere che possono ricordare un film di Wes Anderson se avesse diretto Road Warrior.

## Opere

### DC Comics/Vertigo/Wildstorm
- The Other Side nn.1-5, Jason Aaron (testi) - Cameron Stewart (disegni), miniserie di 5 albi, imprint: Vertigo, dicembre 2006- aprile 2007.
- Scalped nn.1-60, Jason Aaron (testi) - R.M.Guera & AA.VV. (disegni), serie regolare (conclusa con il n.60), imprint: Vertigo, marzo 2007 - ottobre 2012.
- Friday the 13th: How I spent my summer vacation nn.1-2, Jason Aaron (testi) e Adam Archer (disegni), limited-series di due albi legata al franchise Friday the 13th, imprint: WildStorm, novembre-dicembre 2007.
- Hellblazer (Vol.1) nn.245-246, Jason Aaron (testi) e Sean Murphy (disegni), serie regolare (conclusa), imprint: Vertigo, agosto-settembre 2008.
- Joker's Asylum: Penguin n.1, Jason Aaron (testi) e Jason Pearson (disegni), albo unico (origin Issue), settembre 2008.
- Batman: Offworld dal n.1, Jason Aaron (testi), limited-series, dal 21 novembre 2023.

### Marvel Comics/MAX Comics/Icon
- Ghost Rider (Vol.3) nn.20-35, Jason Aaron (testi) - Roland Bosch, Tang Hang Huat, Tony Moore (disegni), serie regolare (conclusa con il n.35), 13 febbraio 2008 - 28 maggio 2009.
- Black Panther (Vol.3) nn.39-41, Jason Aaron (testi) - Jeff Palo (disegni), tre albi tei-in all'evento Secret Invasion, serie regolare (conclusa con il n.41), settembre - novembre 2008.
- Wolverine Weapon X nn.1-16, Jason Aaron (testi) - AA.VV. (disegni), serie regolare (conclusa con il n.16), non in continuity con le altre serie mutanti, 8 aprile 2009 - 18 agosto 2010.
- Ghost Rider: Heaven's on Fire nn.1-6, Jason Aaron (testi) e Roland Boschi (disegni), limited-series di 6 albi, sequel della serie Ghost Rider (Vol.3), ottobre 2009 - marzo 2010.
- Deadpool n.900, Jason Aaron & AA.VV. (testi e disegni), albo celebrativo antologico di 104 pp., 14 ottobre 2009.
- Astonishing Spider-Man & Wolverine nn.1-6, Jason Aaron (testi) e Adam Kubert (disegni), limited-series di 6 albi, luglio 2010 -luglio 2011.
- PunisherMAX nn.1-22, Jason Aaron (testi) - Steve Dillon (disegni), serie regolare (conclusa), sequel della serie Punisher: Frank Castle Max, imprint Max Comics, novembre 2010 - aprile 2012.
- Avengers vs. X-Men nn.0,2,9,12, Jason Aaron & AA.VV. (testi e disegni), limited-series di 12 albi (conclusa), maggio - dicembre 2012.
- Wolverine (Vol.3) nn.1-20, Jason Aaron (testi) - Jason Latour & AA.VV. (disegni), serie regolare (conclusa), sequel della serie Dark Wolverine, novembre 2010 - febbraio 2012.
- Wolverine # 5.1, Jason Aaron (testi) e Jefte Palo (disegni), albo spin-off di Wolverine (Vol.3), 9 febbraio 2011.
- X-Men: Schism nn.1-5, Jason Aaron (testi) - Carlos Pacheco, Frank Cho, Daniel Acuna, Alan Davis, Adam Kubert, limited-series di 5 albi, 13 luglio 2011 - 5 ottobre 2011.
- Wolverine & the X-Men (vol.1) nn.1-42, Jason Aaron (testi) - Chris Bachalo, Nick Bradshaw & AA.VV. (disegni), serie regolare (conclusa con il n.42), spin-off della miniserie X-Men: Schism, 26 ottobre 2011 - 26 febbraio 2014.
- Incredible Hulk (Vol.4) nn.1-15, Jason Aaron (testi) e AA.VV. (disegni), serie regolare (conclusa), dicembre 2011 - dicembre 2012.
- Wolverine (Vol.1) nn.300-304, Jason Aaron & AA.VV. (testi e disegni), serie regolare, sequel di Wolverine (Vol.3), il numero 300 segue il n.20 della terza serie riprendendo la numerazione originale per aggregazione degli albi delle serie regolari (Vol.1+Vol.2+Vol.3), marzo-giugno 2012.
- Thor: God of Thunder nn.1-25, Jason Aaron (testi), Esad Ribic - Jackson Butch Guice - Ron Garney (disegni), serie regolare (conclusa), gennaio 2013 - novembre 2014.
- Original Issue nn.1-8, Jason Aaron & AA.VV. (testi e disegni), evevnt limited-series (conclusa), luglio-novembre 2014.
- Thor & Loki: The Tenth Realm nn.1-5, Jason Aaron & AA.VV. (disegni), limited-series tie-in con la miniserie Original Sin di cui prende una numerazione collaterale (Original Sin nn.5.1 - 5.5), settembre-novembre 2014.
- Thor (Vol.4) nn.1-8, Jason Aaron (testi) - AA.VV. (disegni), serie regolare (conclusa con il n.8), linea All-New Marvel Now series, novembre 2014 - giugno 2015.
- Men of Wrath nn.1-4, Jason Aaron (testi) e Ron Garney (disegni), limited-series (conclusa), imprint: Icon Comics, novembre 2014 - febbraio 2015.
- Star Wars (Vol.2) nn.1-37, Jason Aaron (testi) - disegni di John Cassady (#1/6), Simone Bianchi (#7), Stuart Immonen (#8/12), Mike Deodato (#13/14), Lenil Francis Yu (#16-19), Mike Mayhew (#15 e #20), Jorge Molina (#21-25), Salvador Larroca (#26/37), serie regolare (conclusa con il n.75 nel 2019), distribuzione della run di J.Aaron: 14 gennaio 2015 - dicembre 2017.
- Dr. Strange nn.1-20, Jason Aaron (testi) e Chris Bachalo (disegni), serie regolare (conclusa), linea editoriale All-New All-Different Marvel, 7 ottobre 2015 - 7 giugno 2017.
- The Mighty Thor vol.2 (con Russell Dautermann, 2016-in corso).
- Avengers (Vol.7) dal n.1 (#691 secondo la numerazione originale, indicata in copertina come Legacy Numbering), Jason Aaron (testi) & AA.VV. (disegni), serie regolare, 2 maggio 2018-in corso.
- Thor (Vol.5) nn.1-16, Jason Aaron (testi) - AA.VV. (disegni), serie regolare (conclusa con il n.16), agosto 2018 - ottobre 2019.
- Conan the Barbarian nn.1-12, Jeason Aaron (testi) - Mahmud Asrar (disegni), serie regolare (in corso), marzo 2019 - marzo 2020.
- War of the Realms nn.1-6, Jason Aaron (testi) e Russell Dauterman (disegni), limited-series (legata alle serie di Thor), giugno-agosto 2019.
- Valkyrie: Jane Foster nn.1-10, Jason Aaron - Al Ewing (testi) & AA.VV. (disegni), serie regolare (conclusa con il n.10), spin-off The World of the Realms, settembre 2019 - giugno 2020.
- King Thor nn.1-4, Jason Aaron (testi) - Esad Ribic & AA.VV. (testi), miniserie (conclusa), novembre 2019 - febbraio 2020.
- King in Black: Return of the Valkyries nn.1-4, Jason Aaron e Torunn Gronbekk (tesi) - Nina Vakueva (disegni), limited-series (conclusa), spin-off di King in Black, marzo-maggio 2021.
- Heroes Reborn nn.1-7, Jason Aaron (testi) - Ed McGuinnes & AA.VV. (disegni e copertine) limited-series di 7 albi (conclusa), 5 maggio 2021 - 16 giugno 2021.
- The Mighty Valkyries nn.1-6, Jason Aaron & AA.VV. (testi e disegni), limited-series di 5 albi, sequel della serie Valkyrie: Jane Foster, giugno-novembre 2021.
- Avengers Forever (Vol.2) dal n.1, Jason Aaron (testi) - Aaron Kuder & AA.VV. (disegni), serie regolare, 22 dicembre 2021-in corso.
- The Punisher dal n.1, Jason Aaron (testi) - Jesus Saiz e Paul Azaceta (disegni), limited-series di 13 albi, marzo 2022-in corso.
- Avengers Assemble Omega n.1, Jason Aaron (testi) & AA.VV. (disegni), albo unico di 72 pp., 19 aprile 2023.
- Star Wars: Dart Fener - Black, White and Red dal n.1, Jason Aaron, Peach Momoko, Torunn Gronbekk (testi) - Peach Momoko & AA.VV. (disegni), limited-series antologica, Jason realizza i testi per una delle storie serializzate nei 4 albi, 26 aprile 2023-in corso.

### Image Comics
- Southern Bastards dal n.1, Jason Aaron (testi), Jason Latour (testi per il n.12 e n.18) - Jason Latour (disegni), Chris Brunner (disegni per il n.12 e il n.18), serie regolare, aprile 2014 -in corso.
- The Goddamned nn.1-5, Jason Aaron (testi) e R.M.Guera (disegni), miniserie (conclusa), novembre 2015 -novembre 2016. Raccolta in volume col titolo "The Goddamned: Before the Flood", distribuito nel 2017.
- Sea of Stars dal n.1, Jason Aaron e Dennis Hallum (testi) - Stephen Green (disegni), serie regolare, luglio 2019 - novembre 2021.
- The Goddamned: The Virgin Brides nn.1-5, Jason Aaron (testi) - R.M.Guera (disegni), miniserie di 5 albi, sequel di The Goddamned: Before the Flood, luglio 2020 - maggio 2021.

### Boom! Studios
- Once upon a time at the end of the world dal n.1, Jason Aaron (testi) e Mike del Mundo & AA.VV. (disegni e copertine), limited-series, distribuita da novembre 2022.
- BRZRKR: A Faceful of Bullets, Jason Aaron (testi), Keanu Reeves (soggetto), Salvador Larroca (disegni) e Lee Loughridge (colori), distribuita nel 2024 e pubblicata in Italia dalla Panini Comics il 12 giugno 2025.

### Z2 Comics
- Sturgil Simpson Presents: Sound and Fury GN: Jason Aaron (testi) - AA.VV. (disegni) - Takashi Okazai (artista per le copertine), Graphic novel di 144pp. a colori, Spin-off della serie anime Sound and Fury, aprile 2023.

## Premi e riconoscimenti
- Nel 2007 vince l'Eisner Award nella categoria Best Limited Series (o miglior serie) per la limited series The Other Side, pubblicata dalla Vertigo. L'opera vede ai testi Jason Aaron e ai disegni Cameron Stewart.
- Nel 2016 vince l'Eisner Award nella categoria Best Continuing Series (o miglior serie regolare) per la serie Southern Bastards pubblicata dalla Image[23]. L'opera vede ai testi Jason Aaron e ai disegni Jason Latour. Lo stesso anno lo vince come Best Writer (o miglior scrittore) per le opere Southern Bastards (Image), Man of Wrath (Icon Comics), Doctor Strange (Marvel), Star Wars (Marvel), Thor (Marvel)[23].
- Nel 2016 viene insignito del Comic-Con International Inkpot Award. Si tratta di un premio individuale conferito a quegli autori/artisti/creativi che hanno contribuito in maniera significativa allo sviluppo (di una o più divisioni) del mondo dei fumetti, della fantascienza/fantasy, produzioni cinematografiche, televisive, animazione, servizi e contenuti per il Fandom delle varie categorie d'interesse.